# Takehito Shigehara
Takehito Shigehara (茂原 岳人?, Shigehara Takehito; Prefettura di Gunma, 6 ottobre 1981) è un ex calciatore giapponese, di ruolo centrocampista.